# Магура (струмок)
Магура — струмок  в Україні, у  Долинському районі Івано-Франківської області, лівий доплив Соболя (басейн Дністра).

## Опис
Довжина річки приблизно 5,5 км. Формується з багатьох безіменних струмків.  

## Розташування
Бере  початок у підніжжя вершини Маґура. Тече переважно на південний схід і впадає у річку Соболь, ліву притоку Мизунки.